# Distoleon cornutus
Distoleon cornutus is een insect uit de familie van de mierenleeuwen (Myrmeleontidae), die tot de orde netvleugeligen (Neuroptera) behoort. 
Distoleon cornutus is voor het eerst wetenschappelijk beschreven door Navás in 1917.